# Al-ʿAzīzīya
Al-ʿAzīzīya (auch El Azizia und al-ʿAzīziyyah; arabisch العزيزية, DMG al-ʿAzīzīya) ist eine Stadt im Nordwesten Libyens und die Hauptstadt des Munizips al-Dschifara.
Die Stadt hat 4.036 Einwohner (2012) und ist 55 Kilometer von Tripolis entfernt. Sie liegt in der fruchtbaren Djeffara-Ebene an einer wichtigen Handelsroute von Nord- nach Südlibyen.
Am 13. September 1922 wurde in al-ʿAzīzīya während eines Sandsturms eine Temperatur von 57,7 Grad Celsius gemessen. Die Korrektheit der Messung ist jedoch umstritten. Sollte der Wert stimmen, stellt er die höchste je auf der Erde meteorologisch gemessene Temperatur dar.